# Diazona labyrinthea
Diazona labyrinthea är en sjöpungsart som beskrevs av Monniot 1996. Diazona labyrinthea ingår i släktet Diazona och familjen Diazonidae. Inga underarter finns listade i Catalogue of Life.